# Никон Оптински
Никон Оптински (рођ. Николај Митрофанович Бељајев; 26. септембар (8. октобар) 1888, Москва - 8. август 1931, село Козлово, Пинежски округ, Архангелска област) - духовник Руске православне цркве, јеромонах. Био је последњи исповедник Оптинске пустиње, био је предодређен да преживи затварање и пропаст манастира.

## Биографија
Николај Митрофанович Бељајев рођен је у Москви у побожној трговачкој породици. Његов отац, Митрофан Николајевич, био је последње 14. дете у породици. Мајка, ћерка управника кремаљског храма Светих Константина и Јелене Лаврентија Ивановича Швецова, била је 10 година млађа од свог мужа и удала се за њега са 31. Венчали су се у цркви Великог Вазнесења у Никитској порти. У породици је рођено осморо деце; Никола је био четврти.
У петој години тешко се разболео, био на самрти, али се опоравио, што је касније оптински старац Варсануфије посебно забележио као мистериозни промисаони случај: Наравно, ово је необичан случај. У ствари, то није случај, јер нам се све дешава сврсисходно... Живот вам је дат. Твоја мајка се молила, и Свети Николај Чудотворац се молио за тебе, и Господ је као Свезнајући знао да ћеш ући у манастир, и дао ти живот. И веруј да ћеш остати монах до краја живота... Његова мајка, Вера Лаврентијевна, приметила је изузетно стрпљење Николаја у поређењу са његовом браћом. Године 1902. умрли су деда и бака, 1904. године - његов отац Митрофан Николајевич. У то време студирао је у московској гимназији и служио у цркви „Радост свих који тугују“.
Након што је завршио гимназију, ушао је на Физичко-математички факултет Московског универзитета, али није дуго студирао. Он је записао: "Успео сам да студирам на факултету нешто више од шест месеци... Под изговором да студирам на факултету, ујутру сам отишао од куће". Дошао би на универзитет и био тамо до 9 сати, а од 9 сати је одлазио у Казанску цркву на службу ...
Његове тежње делио је и брат Иван (1890—1969), заједно су присуствовали богослужењима, обојица су осетили жељу да се замонаше и, бацивши жреб, одлучили су да оду у Оптинску испосницу; 11. фебруара 1907. саопштили су мајци своју одлуку, а 24. фебруара стигли су у манастир. Међутим, игуман манастира архимандрит Ксенофонт (1845—1914) није хтео да их прими у братство; желећи да испита чврстину њихових намера, саветовао им је да још неко време живе у свету. Крајем децембра братија је коначно стигла у манастир, ушавши у скит Светог Јована Крститеља.
Крајем фебруара 1908. Николај је постављен за помоћника библиотекара, али његово главно послушање, од октобра, постаје секретарско – на челу скита, старац Варсануфије. Од јануара 1908. почиње да прави дневничке записе.
У априлу 1910. године Николај је пострижен у монаха, а 24. маја 1915. године у схимонаха, добивши име Никон у част светог мученика, запамћеног од Цркве 28. септембра; 10. априла 1916. године рукоположен је у чин јерођакона, а 3. новембра 1917. године постао је јеромонах.
После затварања манастира 1918. године, Никон је ревносно радио, чинећи све што је било могуће да спасе манастир. Године 1919. манастир Оптина је претворен у племхоз, уместо којег се врло брзо појавио музеј, у чијем уводу су биле све манастирске зграде; при музеју је постављена кожарска и дрвопрерађивачка радионица у којој је радило тридесетак монаха и искушеника; маја 1919. Никон је привремено постављен на чело овог музеја.
Први пут Никон је ухапшен 17. септембра 1919; из затвора Козелск писао је мајци да је ухапшен само зато што је био монах и што је радио за манастир. У марту 1920. поново је ухапшена група свештенослужитеља, монаха и мирјана који су били везани за Оптинску пустињу, међу којима је био и Никон.
Дана 9. марта 1920. упокојио се старешина скита, схимагумен Теодосије, 30. јула 1922. године, јеросхимонах Анатолије (Потапов), 1923. године ухапшен је старац Нектарије, који је предао своју духовну децу јеромонаху Никону. У лето 1923. године манастир је коначно затворен; настојатељ манастира Исак, одслуживши последњу литургију у Казанској цркви, благослови Никона да прими на исповест мноштво народа, који је наставио да иде у Оптинску пустињу. Тако је свети Никон постао последњи оптински старац.
Приморан 1924. да се насели у Козелљк, служио је у Успенској цркви, примао народ, испуњавајући своју пастирску дужност. У јуну 1927. поново је ухапшен. У логору Кемперпункт провео је три године. Дана 23. маја 1930. године, на посебном састанку у Колегијуму ОГПУ, без спровођења нове истраге, старца Никона је осудио на три године прогонства на Северној територији – послат је у Пинега у Архангелску област и настанио се у селу Воепала, која се налази неколико километара од Пинега. На Лазареву суботу, 22. марта 1931. године, прогнани оптински монах Петар (Драчев), који је живео у суседном селу Козловка, посетио је старца Никона, који је боловао од туберкулозе, и довео га код њега. 8. јула 1931. Никон је преминуо у 43. години. Сахрањен је на гробљу села Валдокуре код Пинеге. Тридесетих година 20. века гроб јеромонаха Никона је оскрнављен, па су његова духовна чеда поново сахрањена и само је неколицина знала где су његове мошти.

## Канонизација
Прослављен је као локално поштовани светитељ 26. јула 1996. године.
Руска православна црква канонизовала га је заједно са осталих дванаест оптинских стараца на Архијерејском Сабору 13-16. августа 2000. године.